# Гузейчартар
Гузейчартар (азерб. Quzeyçartar) — село в Гюнейхырманском сельском административно-территориальном округе Ходжавендского района Азербайджана.

## География
Сёла Гюнейхырман, Гюнейчартар, Гузейчартар, Гузейхырман входят в состав Гюнейхырманского сельского административно-территориального округа Ходжавендского района, при этом село Гюнейхырман является центром этого сельского административно-территориального округа.

## История
В советский период село Гузейчартар вместе с сёлами Гюнейгалер (ныне Гюнейхырман), Гузейгалер (ныне Гузейхырман) и Гюнейчартар входило в состав Гюнейгалерского сельсвета Мартунинского района Нагорно-Карабахской автономной области (НКАО) Азербайджанской ССР.
2 сентября 1991 года на совместной сессии Нагорно-Карабахского областного и Шаумяновского районного Советов народных депутатов была принята Декларация о провозглашении Нагорно-Карабахской Республики в границах НКАО и сопредельного Шаумяновского района Азербайджанской ССР. Это решение не было признано Азербайджаном и международным сообществом.
26 ноября 1991 года Верховный Совет Азербайджанский Республики принял закон «Об упразднении Нагорно-Карабахской автономной области Азербайджанской Республики». В этом законе было также постановлено переименование Мартунинского района в Ходжаведский. Решением Милли Меджлиса Азербайджанской Республики от 29 декабря 1992 года № 428 село Гюнейгалер Ходжавендского района было названо селом Гюнейхырман, а село Гузейгалер Ходжавендского района было названо селом Гузейхырман. В настоящее время село Гузейчартар вместе с сёлами Гюнейхырман, Гузейхырман и Гюнейчартар входит в состав Гюнейхырманского сельского административно-территориального округа Ходжавендского района Азербайджана.
В результате Карабахского конфликта, село в начале 1990-х годов попало под контроль непризнанной Нагорно-Карабахской Республики (НКР). Согласно административно-территориальному делению непризнанной республики село называлось Гузе Чартар и располагалось в составе Мартунинского района НКР. В 2014 году властями непризнанной НКР, на тот момент контролировавшей село, село было объединено с селом Гюнейчартар в одно, и селу был дан статус города, что не было признано со стороны Азербайджана.
Согласно Трёхстороннему Заявлению в ночь с 9 по 10 ноября 2020 года, подписанному по итогам Второй карабахской войны, село перешло под контроль Российских миротворческих сил.
В результате боевых действий в сентябре 2023 года Азербайджан восстановил свой контроль над селом.

## Хозяйство и инфраструктура
В последнее время был построен новый детский сад и новая школа. Во время контроля над селом непризнанной Нагорной Карабахской Республики, в селе не до конца были решены проблемы развития животноводства, результаты приватизации, восстановления оросительной сети, приёма телепередач и упорядочения деятельности больницы. Центром геодезии, картографии, землеустройства и оценки недвижимости осуществлялись полевые работы в округе села для нумерования и оприходования кадастровых карт.

## Население
Согласно Кавказскому календарю на 1910 г., население села к 1907 г. составляло 1288 человек, в основном армяне.